# Musikåret 2020
Musikåret 2020 präglades starkt av coronaviruspandemin och de åtgärder som genomfördes för att kontrollera smittspridningen. I stort sett alla kulturevenemang ställdes in med början i mars. Ett av de första stora musikevenemang som ställdes in var festivalen South by Southwest, som var planerad att genomföras i Austin, Texas 13–22 mars. Andra evenemang följde snart efter. Den 18 mars meddelades att Eurovision Song Contest 2020 ställdes in, för första gången i tävlingens historia.
Artister som normalt får en stor del av sina inkomster från konserter och spelningar tvingades söka andra inkomstkällor inom eller utanför musiken. De stora konsertarrangörerna rapporterade också stora förluster, till exempel tappade Live Nation 95% av omsättningen i tredje kvartalet jämfört med 2019.

## Händelser
- 31 januari - Första fallet av en person smittad av coronaviruset konstateras i Sverige.[6]
- 13 februari – Billie Eilish släpper singeln ”No Time To Die”. Låten hör till den kommande nya James Bond filmen (2021).[7]
- 6 mars – Borgmästaren i Austin, Texas beslutar att ställa in festivalen South by Southwest som skulle ha genomförts 13–22 mars.[2]
- 11 mars - WHO meddelar att covid-19 nu är en pandemi.
- 13 mars - Regeringen beslutar att allmänna sammankomster med fler än 500 personer inte ska få hållas.[6]
- 18 mars – Eurovision Song Contest 2020 ställdes in till följd av coronaviruspandemin. Det blev första året i tävlingens historia som den inte kunde genomföras.[3]
- 29 mars - Regeringen beslutar att antalet deltagare vid allmänna sammankomster och offentliga tillställningar ska begränsas ytterligare, från 500 till 50.[8]
- 23 april - Rockklubben Plan B i Malmö anordnar konsert med bandet Spader Kung under restriktioner. Konserten är den första dokumenterade av sitt slag och uppmärksammades över hela världen.[9] [10]
- 26 april - Travis Scott framför en virtuell konsert i spelet Fortnite och lockar 12,3 miljoner tittare.[11]
- 7 juni - Större bokningsbolag och artister börjar anordna konserter med restriktioner under namnet Trädgårdslive.[12]
- 2 juli - Besökare till serveringsställen måste hålla minst en meters avstånd till andra sällskap. Mat och dryck får därtill endast serveras till besökare som sitter ned.
- 3 november - Storleken på ett sällskap begränsas nu till åtta personer och vid uppträdanden måste publik sitta ned.
- 22 december - Storleken på ett sällskap begränsas till fyra personer.[6]

## Priser och utmärkelser
- 15 januari: Jenny Lind-stipendiet – Tessan-Maria Lehmussaari[13]
- 18 januari: P3 Guldgalan[14]
- 20 januari: Guldbaggegalan (Bästa originalmusik): Nathaniel Méchaly[15]
- 6 februari: Grammisgalan[16]
- 14 februari: Manifestgalan[17]
- 9 juni: Polarpriset - Diane Warren och Anna Netrebko[18]
- 15 juni: Litteris et Artibus - Lisa Larsson, Gregor Zubicky, Gary Graden, Per Gudmundsson, Ingrid Tobiasson[19]
- 15 september: Ulla Billquist-stipendiet - Miriam Bryant[20]
- 26 oktober: Evert Taube-stipendiet - Sofia Jannok[21]

## Årets album
Vänligen sortera soloartister på efternamn, musikgrupper på förstabokstaven (utan engelskans "The" och "A")

### #
- 6ix9ine - TattleTales[22]

### A–G
- AC/DC - Power Up[23]
- Fiona Apple – Fetch the Bolt Cutters[24]
- Boomtown Rats – Citizens of Boomtown
- Phoebe Bridgers - Punisher[25]
- Ane Brun – After the Great Storm[26]
- BTS - BE
- Caribou - Suddenly[27]
- The Chicks – Gaslighter[28]
- Deep Purple – Whoosh![29]
- Die Antwoord - House of Zef
- Bob Dylan – Rough and Rowdy Ways[30]
- Eminem - Music To Get Murdered By[31]
- Bill Fay – Countless Branches[32]
- Franska Trion - Är det konstigt?[33]
- Ariana Grande – Positions[34]

### H–R
- Haim - Women in Music Pt. III[35]
- Anna von Hausswolff - All Thoughts Fly[36]

- Håkan Hellström - Rampljus[37]
- Jonathan Johansson - Scirocco[38]
- Lady Gaga – Chromatica[39]
- Selena Gomez - Rare[40]
- Katthem - Vackra Lögnerskor[41]
- Dalai Lama - Inner World
- Dua Lipa – Future Nostalgia[42]
- Jonas Lundqvist - Dubbla Fantasier[43]
- Pearl Jam – Gigaton[44]
- Diana Krall – This Dream of You[45]
- Ulf Lundell – Telegram[46]
- Post Malone - Hollywood's Bleeding[47]
- Mando Diao – I solnedgången[48]
- Paul McCartney – McCartney III[49]
- Inge Pardon - Inge blir profet i sin egen hemstad
- Katy Perry - Smile[50]
- Pet Shop Boys – Hotspot[51]
- The Psychedelic Furs – Made of Rain[52]

### S–Ö
- SAULT - Untitled (Rise)[53]
- ShitKid - Duo Limbo/Mellan Himmel och Helvete[54]
- Spader Kung - Arvet[55]
- Sparks - A Steady Drip, Drip, Drip[56]
- Bruce Springsteen – Letter to You[57]
- Tame Impala - The Slow Rush[58]
- The Strokes – The New Abnormal[59]
- Taylor Swift - Folklore[60]
- Thåström - Klockan 2 På Natten, Öppet Fönster[61]
- The Weeknd - After Hours[62]
- Anders Widmark – Hear Me Talkin'
- Yasin - 98.01.11[63]
- Yung Lean - Starz[64]

## Årets singlar och hitlåtar
- Billie Eilish - "No Time To Die"
- Dotter – "Bulletproof"
- Dua Lipa – "Break My Heart"
- Dua Lipa - "Physical"
- Victor Leksell - "Svag"
- Miss Li -  "Komplicerad"
- The Weeknd - "Blinding Lights"
- Darin - "En säng av rosor"
- Lady Gaga & Ariana Grande - "Rain On Me"
- Ariana Grande - "positions"
- Post Malone - "Circles"
- Black Eyed Peas & Shakira - Girl Like Me

## Jazz
- Carla Bley - Life Goes On[65]
- John Scofield and Steve Swallow - Swallow Tales[66]
- Joshua Redman - RoundAgain[67]
- Pat Metheny – From This Place

## Klassisk musik
- Mario Castelnuovo-Tedesco – The Importance of Being Earnest[68]
- Hans Abrahamsen – Left, Alone / Gérard Pesson – Future Is a Faded Song / Oscar Strasnoy – Kuleshov[69]
- Vaughan Williams – Saraband – "Helen" (first recording) / A Pastoral Symphony / Symphony No 4 (Hyperion)

## Avlidna

### Januari
- 1 januari - Lexii Alijai, 21, amerikansk rappare. [70]
- 3 januari – Bo Winberg, 80, svensk gitarrist i The Spotnicks.[71]
- 7 januari – Neil Peart, 67, trumslagare i Rush.[72]
- 8 januari - Edd Byrnes, 87, amerikansk sångare och skådespelare i bl.a. Grease.[73]
- 18 januari - David Olney, 71, amerikansk sångare och låtskrivare.[74]
- 24 januari - Sean Reinert, 48, amerikansk trummis i Cynic.[75]
- 26 januari - Bob Shane, 85, amerikansk sångare och gitarrist, originalmedlem i Kingston Trio.[76]

### Februari
- 1 februari - Andy Gill, 64, amerikansk gitarrist i Gang of Four.[77]
- 6 februari - Lynn Evans, 95, amerikansk sångerska i The Chordettes.[78]
- 8 februari - Robert Conrad, 84, amerikansk sångare och skådespelare.[79]
- 9 februari - Mirella Freni, 84, italiensk operasångerska.[80]
- 9 februari - Margareta Hallin, 88, svensk operasångerska.[81]
- 11 februari - Joseph Shabalala, 78, sydafrikansk musiker och körledare, grundare av Ladysmith Black Mambazo.[82]
- 15 februari - Cavan Grogan, 70, brittisk sångare i Crazy Cavan and the Rhythm Rockers.[83]
- 17 februari - Kizito Mihigo, 38, rwandisk sångare[84]
- 17 februari - Andrew Weatherall, 56, brittisk musiker och producent.[85]
- 19 februari - Pop Smoke (Bashar Barakah Jackson), 20, amerikansk rappare.[86]
- 20 februari – Ola Magnell, 74, svensk sångare, låtskrivare och gitarrist.[87]
- 24 februari – Jahn Teigen, 70, norsk sångare, låtskrivare och musiker.[88]
- 24 februari - David Roback, 61, amerikansk gitarrist och grundare av Mazzy Star.[89]

### Mars
- 6 mars – McCoy Tyner, 81, amerikansk jazzpianist.[90]
- 14 mars - Genesis P-Orridge, 70, brittisk sångare, låtskrivare och basist i Throbbing Gristle och Psychic TV.[91]
- 20 mars – Kenny Rogers, 81, amerikansk countrysångare.[92]
- 22 mars – Gabi Delgado, 61, sångare i det tyska bandet D.A.F.[93]
- 22 mars – Julie Felix, 81, amerikanskfödd sångare, baserad i Storbritannien.[94]
- 24 mars - Bill Reiflin, 59, amerikansk trumslagare i Ministry, King Crimson m.fl.[95]
- 24 mars – Manu Dibango, 86, kamerunsk saxofonist inom jazz och afrobeat.[96]
- 26 mars - Olle Holmquist, 83, svensk trombonist.[97]
- 27 mars - Bob Andy, 75, jamaicansk sångare och låtskrivare i The Paragons.[98]
- 28 mars - Kerstin Behrendtz, 69, svensk musikredaktör på Sveriges Radio.[99]
- 29 mars - Joe Diffie, 61, amerikansk sångare och låtskrivare.[100]
- 29 mars - Alan Merrill, 69, amerikansk sångare, låtskrivare och basist ("I Love Rock 'n' Roll")[101]
- 29 mars - Krzysztof Penderecki, 86, polsk klassisk och filmkompositör ("Exorcisten", "The Shining").[102]
- 30 mars – Bill Withers, 81, amerikansk soulsångare och låtskrivare ("Ain't No Sunshine", "Lovely Day").[103]
- 31 mars - Wallace Roney, 59, amerikansk jazztrumpetare.[104]
- 31 mars - Janne Landegren, 68, svensk sångare i Ingmar Nordströms.[105]

### April
- 1 april – Ellis Marsalis Jr., 85, amerikansk jazzpianist.[106]
- 1 april – Bucky Pizzarelli, 94, amerikansk jazzgitarrist.[107]
- 1 april – Adam Schlesinger, 52, basist i Fountains of Wayne.[108]
- 7 april - Hal Willner, 64, amerikansk musikproducent.[109]
- 7 april – John Prine, 73, amerikansk folksångare och countrymusiker.[110]
- 8 april - Chynna Rogers, 25, amerikansk rappare.[111]
- 11 april - Jonas "af Roslagen" Flodén, 71, svensk trubadur.[112]
- 13 april – Ryo Kawasaki, 73, japansk gitarrist inom jazz och fusion.[113]
- 14 april - Kerstin Meyer, 92, svensk operasångerska.[114]
- 15 april - Henry Grimes, 84, amerikansk jazzbasist.[115]
- 15 april - Lee Konitz, 92, amerikansk jazzsaxofonist.[116]
- 21 april – Florian Schneider, 73, tysk musiker inom elektronisk musik, medlem i Kraftwerk.[117]
- 21 april - Derek Jones, 35, amerikansk sångare och gitarrist i Falling In Reverse.[118]
- 23 april - Fred the Godson, 35, amerikansk rappare.[119]
- 24 april - Hamilton Bohannon, 78, amerikansk trumslagare, låtskrivare och producent.[120]
- 27 april - Scott Taylor, 58, brittisk gitarrist i Then Jerico.[121]
- 28 april - Bobby Lewis, 95, amerikansk sångare.[122]
- 29 april - Martin Lovett, 93, brittisk cellist medlem i Amadeuskvartetten.[123]
- 29 april - Steve "Stezo" Williams, 52, amerikansk rappare.[124]
- 30 april - Tony Allen, 79, nigeriansk trumslagare som anses vara skaparen av Afrobeat. Medlem i Fela Kuti.[125]
- 30 april - Sam Lloyd, 56, amerikansk skådespelare och a capella sångare i The Blanks.[126]

### Maj
- 2 maj - Cady Groves, 30, amerikansk sångerska och låtskrivare.[127]
- 2 maj - Idir, 70, algerier musiker.[128]
- 3 maj – Bob Lander, 78, svensk sångare och musiker i The Spotnicks.[129]
- 3 maj - Dave Greenfield, 71, brittisk keyboardist i The Stranglers.[130]
- 5 maj – Millie Small, 73, jamaicansk sångerska ("My Boy Lollipop").[131]
- 5 maj - Hillard "Sweet Pea" Atkinson, 74, amerikansk sångare i Was (Not Was).[132]
- 5 maj - Kiing Shooter, 24, amerikansk rappare.[133]
- 6 maj - Brian Howe, 66, amerikansk sångare och låtskrivare i Bad Company.[134]
- 7 maj - Andre Harrell, 59, amerikansk rappare och grundare av skivbolaget Uptown Records.[135]
- 7 maj - Ty, 47, brittisk rappare.[136]
- 9 maj – Little Richard, 87, amerikansk rock and roll-musiker. ("Tutti Frutti")[137]
- 10 maj - Betty Wright, 66, amerikansk sångerska och låtskrivare.[138]
- 14 maj - Jorge Santana, 68, mexikansk gitarrist tillsammans med sin bror Carlos Santana.[139]
- 21 maj - Berith Bohm, 87, svensk operettsångerska.[140]
- 22 maj - Mory Kanté, 70, guineansk artist.[141]
- 24 maj - Jimmy Cobb, 91, amerikansk jazztrummis.[142]
- 24 maj - Lily Lian, 103, fransk sångerska.[143]
- 26 maj - Lennie Niehaus, 90, amerikansk jazzsaxofonist och filmkompositör.[144]
- 28 maj - Bob Kulick, 70, amerikansk gitarrist och producent.[145]

### Juni
- 1 juni - Joey Image, 63, amerikansk trumslagare i Misfits.[146]
- 2 juni - Chris Trousdale, 34, amerikansk sångare i Dream Street.[147]
- 4 juni – Steve Priest, 72, brittisk rockbasist i Sweet.[148]
- 7 juni - Edith Thallaug-Benczy, 90, norsk operasångerska.[149]
- 8 juni - Bonnie Pointer, 69, amerikansk sångerska i The Pointer Sisters.[150]
- 10 juni - Patrik Henzel, 54, svensk musiker och låtskrivare i Nasa.[151]
- 16 juni - Yohan, 28, sydkoreansk k-pop sångare i TST.[152]
- 18 juni - Vera Lynn, 103, brittisk sångerska och skådespelare.[153]
- 25 juni - Huey (Lawrence Franks Jr), 32, amerikansk rappare.[154]
- 27 juni – Mats Rådberg, 72, svensk countrymusiker, ledare av Rankarna ("Peta in en pinne i brasan")[155]
- 29 juni - Steppa J. Groggs, 32, amerikansk rappare i Injury Reverse.[156]
- 29 juni - Johnny Mandel, 94, amerikansk filmkompositör.[157]
- 29 juni - Benny Mordanes, 73, amerikansk sångare och låtskrivare.[158]

### Juli
- 3 juli - Pers Hans Olsson, 77, svensk folkmusiker.[159]
- 3 juli - Marvin Brown, 66, amerikansk sångare i The Softones.[160]
- 6 juli – Charlie Daniels, 83, amerikansk rock/countrymusiker.[161]
- 6 juli – Ennio Morricone, 91, italiensk musiker, kompositör av filmmusik.[162]
- 8 juli - Naya Rivera, 33, amerikansk skådespelare och sångerska i Glee.[163]
- 12 juli - Judy Dyble, 71, brittisk sångerska i Fairport Convention.[164]
- 18 juli - Haruma Miura, 30, japansk sångare och skådespelare.[165]
- 19 juli - Emitt Rhodes, 70, amerikansk sångare och låtskrivare i The Merry-Go-Round och The Palace Guard.[166]
- 22 juli - Tim Smith, 59, brittisk sångare och gitarrist i The Cardiacs.[167]
- 24 juli – Regis Philbin, 88, amerikansk TV-programledare och sångare.[168]
- 25 juli – Peter Green, 73, brittisk bluesmusiker, grundare av Fleetwood Mac.[169]
- 27 juli - Denise Johnson, 56, brittisk sångerska i Primal Scream.[170]
- 28 juli - Bent Fabricius-Bjerre, 95, dansk kompositör[171]
- 29 juli - Malik B, 47, amerikansk rappare i The Roots.[172]

### Augusti
- 6 augusti – Wayne Fontana, 74, brittisk sångare, medlem i The Mindbenders.[173]
- 9 augusti - Martin Birch, 71, brittisk musikproducent.[174]
- 11 augusti – Trini López, 83, amerikansk sångare och skådespelare. ("If I Had a Hammer")[175]
- 14 augusti - Julian Bream, 87, brittisk klassisk gitarrist.[176]
- 14 augusti - Ewa Demarczyk, 79, polsk kabaretsångare och poet.[177]
- 14 augusti - Pete Way, 69, brittisk basist i UFO.[178]
- 18 augusti - Hal Singer, 100, amerikansk jazzsaxofonist.[179]
- 19 augusti - Todd Nance, 57, amerikansk trumslagare i Widespread Panic.[180]
- 20 augusti - Frankie Banali, 68, amerikansk trumslagare i Quiet Riot och W.A.S.P.[181]
- 20 augusti - Justin Townes Earle, 38, amerikansk sångare och låtskrivare.[182]
- 20 augusti - Jack Sherman, 64, amerikansk gitarrist i Red Hot Chili Peppers.[183]
- 24 augusti - Riley Gale, 34, amerikansk sångare i Power Trip.[184]
- 30 augusti - Daddy Boastin', 61, svensk artist.[185]

### September
- 1 september - Erick Morillo, 49, columbiansk-amerikansk DJ ("I like to move it").[186]
- 6 september – Anita Lindblom, 82, svensk sångare ("Sån't är livet")[187]
- 6 september - Bruce Williamson, 49, amerikansk sångare i The Temptations.[188]
- 8 september - Simeon Coxe, 82, amerikansk sångare och synthesizer-spelare i Silver Apples.[189]
- 8 september - Veikko "Vexi" Salmi, 77, finsk låtskrivare.[190]
- 9 september - Ronald "Khalis" Bell, 68, amerikansk saxofonist och medgrundare av Kool & The Gang.[191]
- 11 september – Toots Hibbert, 77, jamaicansk sångare och låtskrivare i Toots and the Maytals ("Pressure Drop", "54-46 Was My Number").[192]
- 12 september - Edna Wright, 76, amerikansk sångerska i The Honey Cone.[193]
- 18 september - Pamela Hutchinson, 62, amerikansk sångerska i The Emotions.[194]
- 19 september – Lee Kerslake, 73, brittisk trumslagare, medlem i Uriah Heep.[195]
- 21 september - Tommy DeVito, 92, amerikansk sångare och gitarrist i The Four Seasons.[196]
- 21 september – Roy Head, 79, amerikansk sångare, låtskrivare ("Treat Her Right")[197]
- 23 september - Juliette Gréco, 93, fransk sångerska och skådespelare.[198]
- 25 september - S. P. Balasubrahmanyam, 74, indisk sångare och låtskrivare.[199]
- 29 september – Helen Reddy, 78, australisk sångare ("I Don't Know How to Love Him", "I Am Woman").[200]
- 29 september - Mac Davis, 78, amerikansk sångare och låtskrivare ("In The Ghetto", "A Little Less Conversation").[201]

### Oktober
- 2 oktober - Peter Mortensen, 63, svensk musikjournalist.[202]
- 6 oktober – Johnny Nash, 80, amerikansk sångare och låtskrivare. ("I Can See Clearly Now")[203]
- 6 oktober – Eddie Van Halen, 65, amerikansk gitarrist, medlem i Van Halen.[204]
- 8 oktober - Mohammad-Reza Shajarian, 80, iransk sångare.[205]
- 19 oktober – Spencer Davis, 81, brittisk musiker, ledare av The Spencer Davis Group.[206]
- 21 oktober - Viola Smith, 107, amerikansk trummis som kallades "Världens äldsta trumslagare".[207]
- 23 oktober – Jerry Jeff Walker, 78, amerikansk musiker och låtskrivare ("Mr. Bojangles").[208]
- 28 oktober - Billy Joe Shaver, 81, amerikansk country-sångare och låtskrivare.[209]
- 31 oktober - Rance Allen, 71, amerikansk sångare.[210]
- 31 oktober - MF Doom (Daniel Dumile), 49, britt-amerikansk rappare.[211]

### November
- 1 november - Nikki McKibbin, 42, amerikansk idol-sångerska.[212]
- 3 november – Tom Wolgers, 61, svensk musiker, medlem i Lustans Lakejer och Mockba Music.[213]
- 4 november – Ken Hensley, 75, brittisk sångare, medlem av Uriah Heep och Toe Fat.[214]
- 5 november - Ossi Runne, 93, finsk musiker, dirigent och kompositör.[215]
- 5 november – Len Barry, 78, amerikansk sångare, medlem av The Dovells.[216]
- 6 november - King Von, 26, amerikansk rappare.[217]
- 7 november - Bones Hillman, 62, Nyzeeländsk basist i Midnight Oil.[218]
- 11 november - MO3, 28, amerikansk rappare.[219]
- 13 november - Doug Supernaw, 60, amerikansk countrysångare.[220]
- 16 november - Bruce Swedien, 86, amerikansk ljudtekniker åt bl.a. Michael Jackson.[221]
- 23 november - Hal Ketchum, 67, amerikansk countrysångare.[222]
- 30 november – Lennart Dahlberg, 68, svensk låtskrivare och sångtextförfattare.[223]

### December
- 8 december - Harold Budd, 84, amerikansk kompositör och poet.[224]
- 9 december - Jason Slater, 49, amerikansk basist i Third Eye Blind.[225]
- 12 december – Charley Pride, 86, amerikansk countrysångare.[226]
- 19 december - Pelle Alsing, 60, svensk trumslagare i Roxette.[227]
- 20 december - Chad Stuart, 79, brittisk sångare.[228]
- 21 december – Björn Ståbi, 80, svensk riksspelman, målare och tecknare.[229]
- 23 december – Leslie West, 75, amerikansk sångare, gitarrist och grundare av Mountain.[230]
- 25 december – Tony Rice, 69, amerikansk gitarrist i New South.[231]
- 28 december – Armando Manzanero, 85, mexikansk artist.[232]
- 29 december – Claude Bolling, 90, fransk jazzpianist.[233]
- 29 december – Phyllis McGuire, 89, amerikansk sångare.[234]
- 30 december – Alto Reed, 72, amerikansk saxofonist åt bl.a. Bob Seger.[235]
- 30 december – Eugene Wright, 97, amerikansk jazzbasist.[236]